# Gaetano Allotta
Gaetano Allotta (Belmonte Mezzagno, 12 maggio 1930) è un saggista italiano.

## Biografia
Intendente di Finanza a riposo e giornalista pubblicista, impegnato nella tutela dell'ambiente e dell'archeologia marina, Allotta ha svolto un'intensa attività saggistica, per cui gli sono stati conferiti diversi riconoscimenti, tra cui il Premio della Cultura della Presidenza del Consiglio dei ministri (1983), il Global 500 Roll of Honour delle Nazioni Unite (1989), il Premio Taormina per le Arti e le Scienze (1993), il Melvin Jones Fellow del Lions International ed il premio per "Una vita dedicata al mare" dell'Istituzione dei Cavalieri di Santo Stefano (2006).

È socio ordinario della Società Siciliana per la Storia Patria di Palermo, Membre de la société internationale des historiens de la méditerranée ed Ispettore Onorario dei Beni Culturali.

## Opere
Tra le sue opere principali sono i seguenti volumi:
- Penalità in materia di imposte dirette (1969)
- Finanza locale e suoi problemi (1970)
- Archeologia e i suoi aspetti tributari (1970)
- Coscienza tributaria degli italiani (1971)
- Profilo economico di Malta (1972)
- Il dirigente ed il governo del personale (1972)
- Difendiamo il mare (1980)
- Nuovi orizzonti del diritto penale internazionale (1984)
- La salvaguardia del mediterraneo (1984)
- Difesa del mare e nuove norme sull'ambiente (1987)
- Economia e tributi (1989)
- Ecologia e tutela dell'ambiente (1990)
- Pescatori di ieri (1992)
- Archeologia marina e diritto del mare (1995)
- Olio di pietra in Akragas (1997)
- Il "virus" della burocrazia (1997)
- Monumenti nei porti del Mediterraneo (1997)
- Numismatica e filatelia ispirate al mare (1998)
- Le barche di ieri (1998)
- Guerra e pace nei Balcani (1999)
- NATO e "international law" (1999)
- Portolani, caricatori e porti del litorale agrigentino (1999)
- Il guardiano del faro (1999)
- Emigrazione nei secoli XIX e XX (2000)
- Viaggio sentimentale sui treni della Sicilia (2000)
- Girgenti la magnifique (2000)
- Patrioti girgentini esuli a Malta (2000)
- Pirandello e il porto (2000)
- Ferdinandea: l'isola che non c'è (2000)
- Iconografia sacra ispirata al mare (2001)
- Tutela del patrimonio archeologico subacqueo (2001)
- Sorella acqua (2001)
- Valorizzazione del patrimonio culturale sottomarino (2001)
- Trazzere di Sicilia (2001)
- L'Ordine Ospitaliero di San Giovanni (2002)
- Nuova normativa in materia di beni culturali (2002)
- Emergenza idrica in Sicilia (2002)
- La Sicilia e il Mediterraneo (2002)
- L'isola effimera (2002)
- 60 anni fa: lo sbarco alleato in Sicilia (2003)
- Storia di un carabiniere (2004)
- Crispi (2005)
- Elogio dell'argilla (2005)
- Le barche del mediterraneo (2006)
- Immigrazione: Un fenomeno epocale (2007)
- Filatelia Agrigentina (2007)
- 65 anni fa: lo sbarco alleato in Sicilia (2008)
- Storia dell'istruzione nell'Agrigentino (2008)
- 100 anni fa; IL TERREMOTO DI MESSINA (2008)
- Viaggio nel tempo (2009)
- Il Carretto (2009)
- Valorizzazione dei beni culturali della Chiesa (2010)
- Francesco Crispi - Un protagonista dell'unità d'Italia (2011
- Marco Tullio Cicerone ad Agrigentum e le "Verrine" (2011)
- LE MIGRAZIONI dalla preistoria a Lampedusa 2013 (2014)